# Список польських радіостанцій
У списку наведено перелік радіостанцій, які нині транслюються на території Польщі, включно з тими, що транслюються з-за кордону через супутник. Частина програм, що випускаються в Польщі, включає суспільне радіо, а також приватне та академічне мовлення, а також ті, якими керують релігійні організації, що мають ліцензію Національної ради радіомовлення:
- 297 радіопередавачів, які використовують 997 радіохвиль FM.[1]
- 8 радіостанцій, що транслюються на середніх хвилях.[2]
- 1 радіостанція транслюється на довгих хвилях.[2]
- 36 радіостанцій транслюються в цифровій радіосистемі DAB+ через 28 передавачів.[3]

Окремі станції використовують кілька смуг передачі, наприклад, в FM, цифровому радіо та на довгих хвилях.

## Загальнодержавні, надрегіональні мовники та радіогрупи

### Польське Радіо
| Назва, місто трансляції                              | Мова     | Супутник              |
| ---------------------------------------------------- | -------- | --------------------- |
| Program 1 (загальнопольська)                         | польська | Hot Bird 9 Hot Bird 8 |
| Program 2 (загальнопольська)                         | польська | Hot Bird 9            |
| Program 3 (загальнопольська)                         | польська | Hot Bird 9 Hot Bird 8 |
| Polskie Radio 24 (загальнопольська)                  | польська | Hot Bird 9            |
| мережа міжрегіональних радіостанцій на Audytorium 17 | польська |                       |

### Grupa RMF
| Назва, місто трансляції                        | Мова     | Супутник            |
| ---------------------------------------------- | -------- | ------------------- |
| RMF FM (загальнопольська)                      | польська | Hot Bird 8 Astra 3B |
| RMF Classic (надрегіональна в понад 20 містах) | польська | Hot Bird 8 Astra 3B |
| RMF Maxxx (мережа з 22 радіостанцій)           | польська | Hot Bird 8 Astra 3B |
| Radio Gra (Торунь, Вроцлав)                    | польська | Astra 3B            |

### Eurozet
| Назва, місто трансляції                   | Мова     | Супутник   |
| ----------------------------------------- | -------- | ---------- |
| Radio Zet (загальнопольська)              | польська | Hot Bird 9 |
| Radio Chillizet (мережа з 2 радіостанцій) | польська | Hot Bird 9 |
| Antyradio (надрегіональна у 16 містах)    | польська | Hot Bird 9 |
| Meloradio (мережа з 19 радіостанцій)      | польська | Hot Bird 9 |

### Grupa Radiowa Agory
| Назва, місто трансляції                   | Мова     | Супутник                                            |
| ----------------------------------------- | -------- | --------------------------------------------------- |
| Tok FM (надрегіональна в 22 містах)       | польська | Hot Bird 9 Astra 3B                                 |
| Złote Przeboje (мережа з 24 радіостанцій) | польська | Hot Bird 8 (Radio Złote Przeboje 100,1 FM) Astra 3B |
| Radio Pogoda (мережа з 8 радіостанцій)    | польська | Astra 3B                                            |
| Rock Radio (мережа з 4 радіостанцій)      | польська | Astra 3B                                            |

### Grupa Radiowa Time
| Назва, місто трансляції                    | Мова     | Супутник |
| ------------------------------------------ | -------- | -------- |
| Radio Eska (мережа із 40 радіостанцій)     | польська | Astra 3B |
| Eska Rock (Варшава)                        | польська |          |
| Radio SuperNova (мережа з 14 радіостанцій) | польська | Astra 3B |
| Vox FM (надрегіональна у 20 містах)        | польська | Astra 3B |
| Radio Plus (мережа із 17 радіостанцій)     | польська | Astra 3B |

### Grupa Polskie Rozgłośnie Akademickie
| Назва, місто трансляції                                                 | Мова     | Супутник |
| ----------------------------------------------------------------------- | -------- | -------- |
| Radio Afera (Познань, Політехніка Познаньська)                          | польська |          |
| Radio Akadera (Білосток, Політехніка Білостоцька)                       | польська |          |
| Radio Centrum (Люблін, UMCS)                                            | польська |          |
| Radio Centrum (Ряшів, Політехніка Ряшівська)                            | польська |          |
| Radio Index (Зелена Гура, Зеленогурський університет)                   | польська |          |
| Radio Kampus (Варшава, Варшавський університет)                         | польська |          |
| Radio Luz (Вроцлав, Політехніка Вроцлавська)                            | польська |          |
| Radio UWM FM (Ольштин, Вармінсько-Мазурський університет)               | польська |          |
| Studenckie Radio Żak Politechniki Łódzkiej (Лодзь, Політехніка Лодзька) | польська |          |

### Інші
| Назва, місто трансляції                       | Мова                  | Супутник              |
| --------------------------------------------- | --------------------- | --------------------- |
| Європейське радіо для Білорусі (euroradio.fm) | білоруська, російська | Hot Bird 6 Astra 4A   |
| Радіо «Рація» (Білосток)                      | білоруська            |                       |
| Muzo.fm (надрегіональна у 9 містах)           | польська              | Hot Bird 8 Hot Bird 9 |
| Radio Maryja (загальнопольська)               | польська              | Astra 1L              |

## Місцеві та регіональні радіостанції

### Нижньосілезьке воєводство
| Назва, місто трансляції              | Мова     | Частоти                                         | Супутник |
| ------------------------------------ | -------- | ----------------------------------------------- | -------- |
| Polskie Radio Wrocław                | польська | 89 / 95,5 / 96 / 96,7 / 98 / 102,3 / 103,6 MHz  |          |
| Radio RAM — Вроцлав                  | польська | 89,8 MHz                                        |          |
| Akademickie Radio Luz — Вроцлав      | польська | 91,6 MHz                                        |          |
| ArtRadio Богатиня                    | польська | 104,8 MHz                                       |          |
| Katolickie Radio Rodzina — Вроцлав   | польська | 88,7 / 92 / 94 / 94,8 / 98,1 / 99,6 / 107,2 MHz | Astra 3B |
| Meloradio Дзержонюв                  | польська | 96,4 MHz                                        |          |
| Meloradio Вроцлав                    | польська | 97,8 MHz                                        |          |
| Muzyczne Radio — Єленя-Ґура          | польська | 90,9 / 105,8 / 106,7 MHz (Валбжих)              |          |
| Radio Elka Глогув                    | польська | 89,6 / 98,3 MHz                                 |          |
| Radio Eska Вроцлав                   | польська | 90,2 / 104,9 MHz                                | Astra 3B |
| Radio Gra Вроцлав                    | польська | 95,1 MHz                                        | Astra 3B |
| Radio Plus Глогув                    | польська | 107,3 MHz                                       |          |
| Radio Plus Легниця                   | польська | 92,7 / 93,1 / 94,9 / 102,6 / 102,8 MHz          |          |
| Radio Pogoda — Вроцлав               | польська | 106,1 MHz                                       |          |
| Radio RMF Maxxx Dolny Śląsk —Валбжих | польська | 101,1 / 99,5 MHz                                | Astra 3B |
| Radio RMF Maxxx Олесниця             | польська | 96 MHz                                          | Astra 3B |
| Radio Wawa Єленя-Ґура                | польська | 89,1 MHz                                        | Astra 3B |
| Radio Wawa Тшебниця                  | польська | 89,5 / 97,3 MHz                                 | Astra 3B |
| Radio Wawa Вроцлав                   | польська | 105,5 MHz                                       | Astra 3B |
| Radio Złote Przeboje Єленя-Ґура      | польська | 106,2 MHz                                       |          |
| Radio Złote Przeboje Kolor — Вроцлав | польська | 90,4 MHz                                        |          |
| Radio Złote Przeboje Легниця         | польська | 90 MHz                                          |          |
| Radio Złote Przeboje Валбжих         | польська | 91,8 MHz                                        |          |

### Куявсько-Поморське воєводство
| Назва, місто трансляції                            | Мова     | Частоти                   | Супутник |
| -------------------------------------------------- | -------- | ------------------------- | -------- |
| Polskie Radio Pomorza i Kujaw (Radio PiK) — Бидгощ | польська | 100,1 / 100,3 / 106,9 MHz |          |
| Meloradio Іновроцлав                               | польська | 98,1 MHz                  |          |
| Meloradio Торунь                                   | польська | 92,8 MHz                  |          |
| Radio Eska Бидгощ                                  | польська | 94,4 MHz                  | Astra 3B |
| Radio Eska Грудзьондз                              | польська | 90,6 MHz                  | Astra 3B |
| Radio Eska Торунь                                  | польська | 104,6 MHz                 | Astra 3B |
| Radio Gra Торунь                                   | польська | 88,8 MHz                  |          |
| Radio Hit — Влоцлавек                              | польська | 107,6 MHz                 |          |
| Radio Kujawy — Влоцлавек                           | польська | 99,4 MHz                  |          |
| Radio Nakło — Накло-над-Нотецем                    | польська | 107,5 MHz                 |          |
| Radio Plus Бидгощ                                  | польська | 91,6 / 102,6 MHz          |          |
| Radio Pogoda — Бидгощ                              | польська | 103,5 MHz                 |          |
| Radio RMF Maxxx Бидгощ                             | польська | 106,1 MHz                 | Astra 3B |
| Radio RMF Maxxx Іновроцлав                         | польська | 90,8 MHz                  | Astra 3B |
| Radio RMF Maxxx Влоцлавек                          | польська | 89,2 MHz                  | Astra 3B |
| Radio Wawa Торунь                                  | польська | 96,7 MHz                  | Astra 3B |
| Radio Złote Przeboje Elita — Бидгощ                | польська | 92,1 MHz                  |          |
| Radio Żnin FM — Жнін                               | польська | 96,0 MHz                  |          |

### Люблінське воєводство
| Назва, місто трансляції              | Мова     | Частоти                          | Супутник |
| ------------------------------------ | -------- | -------------------------------- | -------- |
| Polskie Radio Lublin                 | польська | 93,1 / 102,2 / 103,1 / 103,2 MHz |          |
| Radio Freee — Люблін                 | польська | 89,9 MHz                         |          |
| Bon Ton Radio — Холм                 | польська | 104,9 MHz                        |          |
| Akademickie Radio Centrum — Люблін   | польська | 98,2 MHz                         |          |
| Radio Eska Красник                   | польська | 92,8 MHz                         | Astra 3B |
| Radio Eska Люблін                    | польська | 103,6 MHz                        | Astra 3B |
| Radio Eska Замостя                   | польська | 97,3 MHz                         | Astra 3B |
| Radio Impuls — Пулави                | польська | 97,2 MHz                         |          |
| Radio Plus Люблін (раніше: Radio eR) | польська | 87,9 MHz                         | Astra 3B |
| Radio Złote Przeboje Puls — Люблін   | польська | 95,6 MHz                         |          |
| Radio Złote Przeboje Замостя         | польська | 99,3 / 99,5 MHz (Грубешів)       |          |

### Любуське воєводство
| Назва, місто трансляції                | Мова     | Частоти                                  | Супутник |
| -------------------------------------- | -------- | ---------------------------------------- | -------- |
| Radio Zachód — Зелена Гура             | польська | 103 / 106 MHz (Жагань)                   |          |
| Radio Gorzów — Ґожув-Велькопольський   | польська | 95,6 MHz                                 |          |
| Radio Zielona Góra                     | польська | 97,1 MHz                                 |          |
| Radio Eska Ґожув                       | польська | 93,8 MHz                                 | Astra 3B |
| Radio Eska Зелена Гура                 | польська | 105,7 MHz                                | Astra 3B |
| Radio Eska Жари                        | польська | 106,6 MHz                                | Astra 3B |
| Radio Index — Зелена Гура              | польська | 96 MHz                                   |          |
| Radio Plus Ґожув                       | польська | 90,6 / 100,7 MHz                         |          |
| Radio Plus Зелена Гура                 | польська | 91,7 MHz                                 |          |
| Radio RMF Maxxx Lubuskie — Зелена Гура | польська | 101,7 / 94,9 MHz (Ґожув-Велькопольський) | Astra 3B |
| Radio Vox FM Ґожув                     | польська | 101,7 MHz                                |          |
| Radio Złote Przeboje Зелена Гура       | польська | 94,4 / 98,1 MHz                          |          |

### Лодзинське воєводство
| Назва, місто трансляції                      | Мова     | Частоти                               | Супутник |
| -------------------------------------------- | -------- | ------------------------------------- | -------- |
| Radio Łódź                                   | польська | 96,7 / 99,2 / 101,5 / 104 MHz         |          |
| Meloradio Лодзь                              | польська | 104,5 MHz                             |          |
| Nasze Radio — Серадз                         | польська | 104,7 MHz                             |          |
| Nasze Radio 92,1 FM – Nostalgicznie — Серадз | польська | 92,1 MHz (Здунська Воля)              |          |
| Radio Eska Белхатів                          | польська | 89,4 MHz                              | Astra 3B |
| Radio Eska Лодзь                             | польська | 90,1 MHz                              |          |
| Radio FaMa Tomaszów — Томашув-Мазовецький    | польська | 92,9 MHz                              |          |
| Radio Parada — Лодзь                         | польська | 96 MHz                                |          |
| Radio Plus — Лодзь                           | польська | 100,4 MHz                             |          |
| Radio Q — Кутно                              | польська | 100,7 MHz                             |          |
| Radio RSC — Скерневиці                       | польська | 88,6 MHz                              |          |
| Radio Strefa FM — Пйотркув-Трибунальський    | польська | 98,2 / 104,2 MHz                      |          |
| Radio Victoria — Лович                       | польська | 93,8 / 94,7 / 96,7 / 98,1 / 103,5 MHz |          |
| Radio Wawa Лодзь                             | польська | 99,8 MHz                              | Astra 3B |
| Radio Ziemi Wieluńskiej — Велюнь             | польська | 88,6 / 97,2 / 97,7 MHz                |          |
| Radio Złote Przeboje Лодзь                   | польська | 101,3 MHz (Паб'яніце)                 |          |
| Studenckie Radio Żak — Лодзь                 | польська | 88,8 MHz                              |          |

### Малопольське воєводство
| Назва, місто трансляції                                                       | Мова     | Частоти                                                 | Супутник |
| ----------------------------------------------------------------------------- | -------- | ------------------------------------------------------- | -------- |
| Polskie Radio Kraków                                                          | польська | 87,6 / 90 / 97,4 / 98,8 / 100 / 101 / 101,6 / 102,1 MHz |          |
| Meloradio Краків                                                              | польська | 101,3 MHz                                               |          |
| Radio Ain Karim — Скомельна-Чарна                                             | польська | 104,4 MHz                                               |          |
| Radio Alex — Закопане                                                         | польська | 105,2 MHz                                               |          |
| Radio Eska Краків                                                             | польська | 97,7 MHz                                                | Astra 3B |
| Radio Eska Małopolska — Новий Сонч (раніше: Radio Eska Bochnia, Radio Maks)   | польська | 106,8 MHz                                               | Astra 3B |
| Radio Eska Тарнів (раніше: Radio Maks)                                        | польська | 98,1 MHz                                                | Astra 3B |
| Radiofonia Краків                                                             | польська | 100,5 MHz                                               |          |
| Radio Plus Краків(раніше: Radio Mariackie, Vox FM Kraków)                     | польська | 106,1 MHz                                               |          |
| Radio Plus Podhale                                                            | польська | 102,7 / 107,9 MHz                                       | Astra 3B |
| Radio Pogoda — Краків                                                         | польська | 102,4 MHz                                               |          |
| Radio RDN Małopolska — Тарнів (раніше: Radio Dobra Nowina, Radio Plus Tarnów) | польська | 103,6 MHz                                               |          |
| Radio RDN Nowy Sącz                                                           | польська | 88,3 / 101,2 / 105,1 MHz                                |          |
| Radio RMF Maxxx Краків                                                        | польська | 96,7 MHz                                                |          |
| Radio RMF Maxxx Nowy Sącz (раніше: Radio Galicja)                             | польська | 104,6 MHz                                               | Astra 3B |
| Radio Wawa Краків                                                             | польська | 88,8 MHz                                                | Astra 3B |
| Radio Wawa Новий Сонч                                                         | польська | 92,4 MHz                                                | Astra 3B |
| Radio Złote Przeboje Echo — Новий Сонч                                        | польська | 91,3 / 93,8 / 99,6 MHz                                  |          |
| Radio Złote Przeboje Тарнів                                                   | польська | 92,8 MHz                                                |          |
| Radio Złote Przeboje Wanda — Краків                                           | польська | 92,5 MHz                                                |          |
| Rock Radio — Краків                                                           | польська | 103,8 MHz                                               |          |

### Мазовецьке воєводство
| Назва, місто трансляції                          | Мова     | Частоти                                                     | Супутник   |
| ------------------------------------------------ | -------- | ----------------------------------------------------------- | ---------- |
| Польськае Radio RDC — Варшава                    | польська | 87,6 / 89,1 / 100,8 / 101 / 101,9 / 103,4 MHz               |            |
| Katolickie Radio Diecezji Płockiej — Цеханув     | польська | 103,9 MHz                                                   |            |
| Katolickie Radio Diecezji Płockiej — Плоцьк      | польська | 104,3 MHz                                                   |            |
| Katolickie Radio Podlasie — Седльце              | польська | 101,7 / 106 MHz                                             |            |
| Katolickie Radio Zbrosza Duża — Зброша-Дужа      | польська | 95,1 MHz                                                    |            |
| Meloradio — Варшава                              | польська | 94 MHz                                                      | Hot Bird 9 |
| POPradio — Прушкув                               | польська | 92,8 MHz                                                    |            |
| Radio 7 — Млава                                  | польська | 88 / 90,8 MHz                                               |            |
| Radio Bogoria — Гродзиськ-Мазовецький            | польська | 94,5 MHz                                                    |            |
| Radio Chillizet — Варшава                        | польська | 101,5 / 93,7 (Краків) / 107,8 (Гель) / 91,6 MHz (Вейгерово) | Hot Bird 9 |
| Radio Eska Плоцьк                                | польська | 95,2 MHz                                                    | Astra 3B   |
| Radio Eska Радом                                 | польська | 106,9 MHz                                                   | Astra 3B   |
| Radio Eska Седльце                               | польська | 96,8 MHz                                                    | Astra 3B   |
| Radio Eska Варшава                               | польська | 105,6 MHz                                                   |            |
| Radio Eska Rock — Варшава                        | польська | 93,3 MHz                                                    |            |
| Radio FaMa Воломін                               | польська | 94,7 MHz                                                    |            |
| Radio FaMa Жирардув                              | польська | 104,1 MHz                                                   |            |
| Radio Jutrzenka — Варшава                        | польська | 99,5 MHz (12:00–24:00)                                      |            |
| Radio Kampus — Варшава                           | польська | 97,1 MHz                                                    |            |
| Radio Kolor — Варшава                            | польська | 103 MHz                                                     |            |
| Radio Niepokalanów                               | польська | 102,7 MHz                                                   |            |
| Radio Oko — Остроленка                           | польська | 88,5 MHz                                                    |            |
| Radio Plus Радом                                 | польська | 90,7 / 94 / 97,9 MHz                                        |            |
| Radio Plus Варшава                               | польська | 96,5 MHz                                                    |            |
| Radio Płock FM — Плоцьк                          | польська | 88,1 MHz                                                    |            |
| Radio Płońsk — Плонськ                           | польська | 93,6 MHz                                                    |            |
| Radio Pogoda — Варшава                           | польська | 88,4 (24h) / 99,5 MHz (24:00–12:00)                         |            |
| Radio Radom — Радом                              | польська | 87,7 MHz                                                    |            |
| Radio Rekord FM — Радом                          | польська | 106,2 / 93,4 MHz                                            |            |
| Radio Rekord Mazowsze — Цеханув                  | польська | 88,7 MHz                                                    |            |
| Radio RMF Classic Варшава (раніше Radio Zdrowie) | польська | 98,3 MHz                                                    |            |
| Radio RMF Maxxx Mazowsze — Цеханув               | польська | 88,4 / 89,6 / 90,2 MHz                                      | Astra 3B   |
| Radio RMF Maxxx Варшава                          | польська | 95,8 MHz                                                    | Astra 3B   |
| Radio Sochaczew — Сохачев                        | польська | 94,9 MHz                                                    |            |
| Radio Vox FM Радом (раніше: Radio Mazowsze)      | польська | 96,9 / 106,4 MHz                                            | Astra 3B   |
| Radio Warszawa (Раніше: Radio Warszawa–Praga)    | польська | 106,2 MHz                                                   |            |
| Radio Wawa — Варшава                             | польська | 89,8 / 90,3 MHz (Остроленка)                                | Astra 3B   |
| Radio Wnet — Варшава                             | польська | 87,8 / 95,2 MHz (Краків)                                    |            |
| Radio Złote Przeboje — Варшава                   | польська | 100,1 MHz                                                   | Hot Bird 8 |
| Rock Radio — Варшава                             | польська | 103,7 MHz                                                   |            |

### Опольське воєводство
| Назва, місто трансляції           | Мова     | Частоти                                                            | Супутник |
| --------------------------------- | -------- | ------------------------------------------------------------------ | -------- |
| Polskie Radio Opole               | польська | 88 / 89,1 / 92,6 / 94,8 / 96,3 / 101,2 / 103,2 / 105,1 / 107,7 MHz |          |
| Inne Radio — Ґлухолази            | польська | 105,2 MHz                                                          |          |
| Meloradio Ополе                   | польська | 93,2 / 106,2 MHz                                                   |          |
| Radio Doxa — Ополе                | польська | 87,8 / 89,6 / 96,7 / 107,9 MHz                                     |          |
| Radio Eska Ополе                  | польська | 90,8 MHz                                                           | Astra 3B |
| Radio Nysa FM — Ниса              | польська | 103,6 MHz                                                          |          |
| Radio ONY — Ниса                  | польська | 93,1 MHz                                                           |          |
| Radio Park — Кендзежин-Козьле     | польська | 93,9 / 97,1 MHz (Бжеґ (місто)) / 99,1 (Ополе)                      |          |
| Radio Pogoda — Ополе              | польська | 104,1 MHz                                                          |          |
| Radio RMF Maxxx Ополе             | польська | 102 MHz                                                            | Astra 3B |
| Radio Wawa Ополе                  | польська | 105,7 MHz                                                          | Astra 3B |
| Radio Złote Przeboje O!le — Ополе | польська | 92,8 MHz                                                           |          |
| Rock Radio — Ополе                | польська | 106,6 MHz                                                          |          |

### Підкарпатське воєводство
| Назва, місто трансляції                 | Мова     | Частоти                                                     | Супутник |
| --------------------------------------- | -------- | ----------------------------------------------------------- | -------- |
| Польськае Radio Rzeszów                 | польська | 90,3 / 90,5 / 96,4 / 99,2 / 102 / 102,9 / 103,7 / 106,7 MHz |          |
| Akademickie Radio Centrum — Ряшів       | польська | 89 MHz                                                      |          |
| Katolickie Radio Rzeszów – Via          | польська | 94,1 / 103,8 MHz                                            |          |
| Radio Eska Перемишль (раніше Radio HOT) | польська | 90,3 MHz                                                    | Astra 3B |
| Radio Eska Ряшів                        | польська | 89,5 / 99,4 / 104,9 / 106,5 MHz                             | Astra 3B |
| Radio Fara — Перемишль                  | польська | 98,2 / 104,5 MHz                                            |          |
| Radio Leliwa — Тарнобжег                | польська | 93,5 / 102,4 / 104,7 MHz                                    |          |
| Radio RMF Maxxx Коросно                 | польська | 97,6 MHz                                                    | Astra 3B |
| Radio Wawa Ряшів                        | польська | 92,6 / 98,4 MHz                                             | Astra 3B |
| Radio Złote Przeboje Res — Ряшів        | польська | 95,7 MHz                                                    |          |
| Radio Złote Przeboje Бещади             | польська | 103,6 MHz                                                   |          |
| Trendy Radio — Коросно                  | польська | 101,9 / 95,2 MHz                                            |          |

### Підляське воєводство
| Назва, місто трансляції                                            | Мова     | Частоти                                                                        | Супутник |
| ------------------------------------------------------------------ | -------- | ------------------------------------------------------------------------------ | -------- |
| Polskie Radio Białystok                                            | польська | 99,4 / 87,9 (Ломжа) / 89,4 (Біловежа) / 98,6 (Сувалки) / 104,1 MHz (Сім'ятичі) |          |
| Radio 5 — Сувалки                                                  | польська | 91,2 / 94,1 / 97,7 / 99,8 / 107,5 MHz                                          |          |
| Radio Akadera — Білосток                                           | польська | 87,7 MHz                                                                       |          |
| Radio Eska Білосток                                                | польська | 90,6 MHz                                                                       | Astra 3B |
| Radio Eska Ломжа                                                   | польська | 88,8 MHz                                                                       | Astra 3B |
| Radio i— Białystok (раніше Radio Plus Białystok, Vox FM Białystok) | польська | 90,9 / 103,3 MHz                                                               |          |
| Radio Jard — Білосток                                              | польська | 89,2 / 95,5 MHz                                                                |          |
| Radio Nadzieja — Ломжа                                             | польська | 93,8 / 103,6 MHz                                                               |          |
| Radio Orthodoxia — Білосток                                        | польська | 102,7 MHz (16:00–20:00)                                                        |          |
| Radio Racja — Білосток                                             | польська | 98,1 / 99,2 MHz                                                                |          |
| Radio RMF Maxxx Podlasie — Білосток (раніше Radio Bab)             | польська | 97,5 MHz                                                                       | Astra 3B |
| Radio Złote Przeboje Білосток                                      | польська | 101 MHz                                                                        |          |

### Поморське воєводство
| Назва, місто трансляції                                      | Мова                | Частоти                                                                      | Супутник |
| ------------------------------------------------------------ | ------------------- | ---------------------------------------------------------------------------- | -------- |
| Polskie Radio Gdańsk                                         | польська            | 91,1 / 102 / 103,7 / 106 / 107 MHz (Хойніце)                                 |          |
| Radio Słupsk (міська станція Radia Koszalin)                 | польська            | 95,3 MHz                                                                     |          |
| Radio Eska Trójmiasto — Гданськ (раніше Radio Arnet, Hit FM) | польська            | 90,7 / 94,6 MHz                                                              | Astra 3B |
| Radio FaMa Слупськ                                           | польська            | 90,6 MHz                                                                     |          |
| Radio Głos — Пельплін                                        | польська            | 91,4 / 94,2 / 97,1 MHz                                                       |          |
| Radio Kaszëbë — Румія                                        | кашубська, польська | 92,3 / 98,9 / 106,1 / 90,1 (Косьцежина) / 94,9 (Лемборк) / 104,5 MHz (Битів) |          |
| Radio Malbork — Мальборк                                     | польська            | 90,4 MHz                                                                     |          |
| Radio Norda FM — Вейгерово                                   | польська            | 88 MHz                                                                       |          |
| Radio Plus Гданськ                                           | польська            | 101,7 MHz                                                                    |          |
| Radio Pogoda — Гданськ                                       | польська            | 87,8 MHz                                                                     |          |
| Radio RMF Maxxx Pomorze — Слупськ (раніше Radio Vigor FM)    | польська            | 88,6 / 91,5 / 101,2 / 102,9 MHz                                              | Astra 3B |
| Radio RMF Maxxx Trójmiasto — Сопот (раніше Eska Nord)        | польська            | 96,4 / 106,7 MHz                                                             | Astra 3B |
| Radio Starogard — Старогард-Ґданський                        | польська            | 89,8 MHz                                                                     |          |
| Radio Tczew — Тчев                                           | польська            | 100,8 MHz                                                                    |          |
| Radio Wawa Гданськ                                           | польська            | 90 MHz                                                                       | Astra 3B |
| Radio Weekend — Хойніце                                      | польська            | 87,8 / 91,7 / 99,3 / 105,8 MHz                                               |          |
| Radio Złote Przeboje Trefl — Гданськ                         | польська            | 99,2 / 103 MHz                                                               |          |

### Сілезьке воєводство
| Назва, місто трансляції                              | Мова     | Частоти                                       | Супутник   |
| ---------------------------------------------------- | -------- | --------------------------------------------- | ---------- |
| Polskie Radio Katowice                               | польська | 89,3 / 97 / 98,4 / 101,2 / 102,2 / 103 MHz    |            |
| Antyradio Катовиці (раніше Radio Flash)              | польська | 89,8 / 105 / 106,4 MHz                        |            |
| Meloradio Bielsko — Бельсько-Бяла                    | польська | 87,9 MHz                                      |            |
| Meloradio Катовиці                                   | польська | 95,1 MHz                                      |            |
| Radio 90 FM — Рибник                                 | польська | 90 / 95,2 MHz (Цешин)                         |            |
| Radio Anioł Beskidów — Бельсько-Бяла                 | польська | 90,2 MHz                                      |            |
| Radio Bielsko — Бельсько-Бяла                        | польська | 106,7 / 99,9 / 103,3 MHz                      |            |
| Radio CCM — Глівіце                                  | польська | 90,5 / 93,4 / 94,9 / 97,6 / 107,1 MHz         |            |
| Radio Chillizet Катовиці                             | польська | 93,6 MHz                                      |            |
| Radio Express — Бельсько-Бяла (раніше Radio Mega FM) | польська | 92,3 MHz (Лазиська-Гурне)                     |            |
| Radio eM — Катовиці                                  | польська | 107,6 MHz                                     |            |
| Radio Eska Beskidy — Живець                          | польська | 97 MHz                                        | Astra 3B   |
| Radio Eska Śląsk — Сосновець (раніше Radio Rezonans) | польська | 99,1 MHz                                      | Astra 3B   |
| Radio Fest — Глівіце                                 | польська | 100,2 MHz                                     |            |
| Radio Fiat — Ченстохова                              | польська | 94,7 MHz                                      |            |
| Radio Jasna Góra — Ченстохова                        | польська | 100,6 MHz                                     | Hot Bird 9 |
| Radio Jura — Ченстохова                              | польська | 93,8 MHz                                      |            |
| Radio Piekary — Пекари-Шльонські                     | польська | 88,7 MHz                                      |            |
| Radio Pogoda — Тихи                                  | польська | 94,5 MHz                                      |            |
| Radio RMF Maxxx Ченстохова (раніше Radio Fon)        | польська | 102,6 MHz                                     | Astra 3B   |
| Radio RMF Maxxx Śląsk (Раніше Radio Fan)             | польська | 88,1 MHz                                      | Astra 3B   |
| Radio Silesia — Забже                                | польська | 96,2 MHz                                      |            |
| Radio Złote Przeboje C — Ченстохова                  | польська | 96,6 MHz                                      |            |
| Radio Złote Przeboje Karolina — Тихи                 | польська | 91,2 / 96,6 MHz                               |            |
| Radio Vanessa — Ратибор                              | польська | 100,3 / 94,9 (Олесно) / 95,8 MHz (Крапковіце) |            |
| Twoja Polska Stacja — Ченстохова                     | польська | 101,9 MHz                                     |            |

### Свентокшиське воєводство
| Назва, місто трансляції                                     | Мова     | Частоти                | Супутник |
| ----------------------------------------------------------- | -------- | ---------------------- | -------- |
| Polskie Radio Kielce                                        | польська | 90,4 / 100 / 101,4 MHz |          |
| Meloradio Кельці                                            | польська | 103,9 MHz              |          |
| Radio eM Kielce (раніше: Radio Jedność, Radio Plus Kielce)  | польська | 107,9 / 91,8 MHz       |          |
| Radio Eska Кельці                                           | польська | 103,3 MHz              | Astra 3B |
| Radio Eska Стараховиці (раніше Radio MTM FM)                | польська | 102,1 MHz              | Astra 3B |
| Radio FaMa — Кельці                                         | польська | 100,8 / 100,9 MHz      |          |
| Radio Opatów — Опатів                                       | польська | 93,7 MHz               |          |
| Radio Ostrowiec — Островець-Свентокшиський                  | польська | 95,2 MHz               |          |
| Radio Rekord FM Островець-Свентокшиський                    | польська | 89,6 MHz               |          |
| Radio RMF Maxxx Кельці/Радом — Кельці (раніше Radio Tak FM) | польська | 89,7 / 98 / 106,5 MHz  | Astra 3B |
| Radio Wawa Кельці                                           | польська | 104,6 MHz              | Astra 3B |

### Вармінсько-Мазурське воєводство
| Назва, місто трансляції                | Мова     | Частоти                                        | Супутник |
| -------------------------------------- | -------- | ---------------------------------------------- | -------- |
| Polskie Radio Olsztyn                  | польська | 103,2 / 99,6 (Гіжицько) / 103,4 MHz (Ельблонг) |          |
| Meloradio Гіжицько                     | польська | 107 MHz                                        |          |
| Meloradio Ілава                        | польська | 90,2 MHz                                       |          |
| Meloradio Mazury — Оструда             | польська | 101,5 / 96,4 (Моронг) / 89,4 MHz (Ольштинек)   |          |
| Meloradio Мронгово                     | польська | 104,9 MHz                                      |          |
| Meloradio Ольштин                      | польська | 90,5 MHz                                       |          |
| Radio 5 — Елк                          | польська | 102,6 / 93,5 MHz (Гіжицько)                    |          |
| Radio Bartoszyce — Бартошице           | польська | 90,9 MHz                                       |          |
| Radio Bayer FM — Елк                   | польська | 90,7 / 93,1 MHz (Сувалки)                      |          |
| Radio Eska Braniewo                    | польська | 100,7 MHz                                      | Astra 3B |
| Radio Eska Ельблонг (раніше: Radio El) | польська | 94,1 MHz                                       | Astra 3B |
| Radio Eska Ілава (раніше: Radio Iława) | польська | 89 MHz                                         | Astra 3B |
| Radio Eska Ольштин                     | польська | 89,9 MHz                                       | Astra 3B |
| Radio Plus Ольштин                     | польська | 88,1 / 94,2 / 96,4 / 101,1 / 104,3 / 105,2 MHz | Astra 3B |
| Radio UWM FM — Ольштин                 | польська | 95,9 MHz                                       |          |

### Великопольське воєводство
| Назва, місто трансляції                                            | Мова     | Частоти                                     | Супутник |
| ------------------------------------------------------------------ | -------- | ------------------------------------------- | -------- |
| Radio Poznań                                                       | польська | 91,1 / 91,9 / 100,9 / 102,4 / 103,6 MHz     |          |
| MC Radio — Познань                                                 | польська | 102,7 MHz                                   |          |
| Meloradio Конін (раніше: Radio Flash, Planeta FM, Radio Zet Gold)  | польська | 99,6 MHz                                    |          |
| Meloradio Познань (раніше: RMI FM, Planeta FM, Radio Zet Gold)     | польська | 90,6 / 99,4 MHz                             |          |
| Meloradio Слупца (раніше: Radio Flash, Planeta FM, Radio Zet Gold) | польська | 102,9 MHz                                   |          |
| Radio Afera — Познань                                              | польська | 98,6 MHz                                    |          |
| Radio Centrum — Каліш                                              | польська | 106,4 MHz                                   |          |
| Radio Elka — Лешно                                                 | польська | 88 / 95,9 / 98,5 / 99,8 / 101,4 / 101,8 MHz |          |
| Radio Emaus — Познань                                              | польська | 89,8 / 90,2 / 90,4 / 106,2 MHz              |          |
| Radio Eska Kalisz/Ostrów — Острув-Велькопольський                  | польська | 89,3 / 101,1 MHz                            | Astra 3B |
| Radio Eska Лешно                                                   | польська | 102 MHz                                     | Astra 3B |
| Radio Eska Остшешув                                                | польська | 96,9 MHz                                    | Astra 3B |
| Radio Eska Піла                                                    | польська | 105,6 MHz                                   | Astra 3B |
| Radio Eska Познань                                                 | польська | 93 MHz                                      | Astra 3B |
| Radio Gniezno — Гнезно                                             | польська | 104,3 MHz                                   |          |
| Radio Plus Гнезно                                                  | польська | 89,5 MHz                                    |          |
| Radio Pogoda — Познань (раніше Pop FM, Blue FM)                    | польська | 103,4 MHz                                   |          |
| Radio RMF Maxxx Конін (раніше Radio Konin)                         | польська | 95,8 MHz                                    |          |
| Radio RMF Maxxx Піла (рагіше Radio 100)                            | польська | 104,2 MHz                                   | Astra 3B |
| Radio RMF Maxxx Познань (раніше Radio Kiss FM)                     | польська | 93,5 MHz                                    | Astra 3B |
| Radio Rodzina — Каліш                                              | польська | 103,1 MHz                                   |          |
| Radio SUD — Кемпно                                                 | польська | 101,7 / 89,7 MHz                            |          |
| Radio Vox FM Познань (раніше Eska Rock Poznań)                     | польська | 107,4 MHz                                   |          |
| Radio Wielkopolska — Болехово                                      | польська | 95,9 / 89 / 91,6 / 99,1 MHz                 |          |
| Radio Września — Вжесьня                                           | польська | 93,7 MHz                                    |          |
| Radio Złote Przeboje Познань                                       | польська | 88,4 MHz                                    |          |
| Rock Radio — Познань                                               | польська | 105,4 MHz                                   |          |
| Wasze Radio FM — Вонгровець                                        | польська | 97,2 / 89 / 99,7 / 105,8 MHz                |          |

### Західнопоморське воєводство
| Назва, місто трансляції                                  | Мова     | Частоти                                                          | Супутник |
| -------------------------------------------------------- | -------- | ---------------------------------------------------------------- | -------- |
| Polskie Radio Szczecin                                   | польська | 92 / 94,4 / 98,7 / 106,3 MHz                                     |          |
| Polskie Radio Koszalin                                   | польська | 88,1 / 91 / 92,5 / 97,8 / 103,1 MHz                              |          |
| Radio Eska Кошалін (раніше Radio Północ)                 | польська | 95,9 / 107,2 MHz                                                 | Astra 3B |
| Radio Eska Щецин (Раніше Radio Plama)                    | польська | 96,9 / 89,2 MHz (Свіноуйсьце)                                    | Astra 3B |
| Radio Eska Щецинек (раніше Radio ReJa)                   | польська | 99 / 106,5 MHz                                                   | Astr 3B  |
| Radio Kołobrzeg — Колобжег                               | польська | 90,2 MHz                                                         |          |
| Radio Plus Грифіце (раніше Radio Plus Gryfice)           | польська | 90,7 MHz                                                         |          |
| Radio Plus Кошалін (раніше Radio Plus Koszalin)          | польська | 90,3 / 93,3 / 99,5 / 99,8 / 102,6 MHz                            | Astra 3B |
| Radio Plus Ліпяни (раніше Radio Plus Lipiany)            | польська | 104,3 MHz                                                        |          |
| Radio Plus Щецин (раніше Radio Plus Szczecin i Radio AS) | польська | 88,9 MHz                                                         |          |
| Radio RMF Maxxx Щецин (раніше Radio ABC)                 | польська | 98,4 MHz                                                         | Astra 3B |
| Radio Wawa Щецин                                         | польська | 93,2 MHz                                                         | Astra 3B |
| Radio Złote Przeboje Na Fali — Щецин                     | польська | 89,8 MHz                                                         |          |
| Radio Złote Przeboje w Wolinie — Волін                   | польська | 105,6 MHz                                                        |          |
| Twoje Radio – Старград                                   | польська | 90,3 / 97,4 (Мислібуж) / 94,7 (Кошалін) / 99,5 MHz (Свіноуйсьце) |          |

## Станції на середніх хвилях
У Польщі мовить мережа місцевих станцій, що транслюються на середніх хвилях  (АМ). Це радіостанції, що належать польській компанії «Польськае Fale Średnie», іноді функціонують у співпраці з органами місцевого самоврядування. Ці станції зазвичай мовлять кілька годин власної програми в день, а в інший час вони транслюють мережеву програму з центральної студії у Кракові.

### Люблінське воєводство
| Назва, місто трансляції | Мова     | Супутник |
| ----------------------- | -------- | -------- |
| Radio AM Puławy         | польська |          |
| Twoje Radio Włodawa     | польська |          |

### Малопольське воєводство
| Назва, місто трансляції | Мова     | Супутник |
| ----------------------- | -------- | -------- |
| Radio AM Kraków         | польська |          |
| Twoje Radio Andrychów   | польська |          |

### Мазовецьке воєводство
| Назва, місто трансляції | Мова     | Супутник |
| ----------------------- | -------- | -------- |
| Twoje Radio Lipsko      | польська |          |

### Підкарпатське воєводство
| Назва, місто трансляції | Мова     | Супутник |
| ----------------------- | -------- | -------- |
| Radio AM Jarosław       | польська |          |
| Radio AM Przemyśl       | польська |          |
| Twoje Radio Cmolas      | польська |          |

## Станції, доступні лише через супутник
| Назва                       | Мова                                                                   | Супутник                       |
| --------------------------- | ---------------------------------------------------------------------- | ------------------------------ |
| RMF Maxxx Polska            | польська                                                               | Eutelsat Hot Bird 13B Astra 3B |
| Radio Plus Polska           | польська                                                               | Astra 3B                       |
| Radio Eska Polska           | польська                                                               | Astra 3B                       |
| China Radio International   | польська від 20:00 до 21:00                                            | Hot Bird 8                     |
| Polskie Radio dla Zagranicy |                                                                        | Hot Bird 9                     |
| Radio Vaticana              | польська о 06:00-06:20, 16:15-16:29, 20:00-20:20 (крім неділь та свят) | Hot Bird 8 Hot Bird 9          |
| Funkhaus Europa             | польська о 22:00-22:30                                                 | Astra 1L Astra 1H              |

## Станції, доступні лише у цифровій мережі

### Загальнопольські
| Назва                       | Мова                                                    |
| --------------------------- | ------------------------------------------------------- |
| Polskie Radio Czwórka       | польська                                                |
| Polskie Radio Dzieciom      | польська                                                |
| Polskie Radio Chopin        | польська                                                |
| Polskie Radio dla Zagranicy | англійська, німецька, російська, українська, білоруська |

### Регіональні
| Назва                   | Місто трансляції | Мова     |
| ----------------------- | ---------------- | -------- |
| OFF Radio Kraków        | Краків           | польська |
| Radio Kraków Transmisje | Краків           | польська |
| Folk Radio              | Кельце           | польська |
| Radio Wrocław Kultura   | Вроцлав          | польська |
| Radio Opole 2           | Ополе            | польська |